# Résolution 5 du Conseil de sécurité des Nations unies
Membres permanents
- Chine
- États-Unis
- France
- Royaume-Uni
- URSS

Membres non permanents
- Australie
- Brésil
- Égypte
- Mexique
- Pays-Bas
- Pologne

Résolution no 4 Résolution no 6
La résolution 5 est une résolution du Conseil de sécurité de l'ONU qui a été votée le 8 mai 1946 dans le cadre de la crise irano-soviétique et qui décide d'ajourner la suite des débats pour laisser le temps au gouvernement iranien de vérifier si toutes les troupes soviétiques ont quitté son territoire. Elle fait suite aux résolutions 2 et 3 qui traitaient du même sujet.

## Texte
- Résolution 5 sur fr.wikisource.org
- Résolution 5 sur en.wikisource.org